# Plaza Francia (Lima)
La Plaza Francia, también conocida por su antiguo nombre, Plazoleta de la Recoleta, es una plaza pública en el centro histórico de Lima, Perú.

## Historia
A inicios del siglo XVII, la Orden Dominica decidió fundar una casa e iglesia en unas huertas que tenían en el Callejón de Pachacamac, un lugar apartado y apacible en las afueras de la ciudad. Esta casa de Recolección fue fundada en 1606 y terminada de construir en 1611, bajo la dirección del fray Juan de Lorenzana, quien era el Provincial de la Orden en ese momento.
La Plaza La Recoleta se desarrolló en torno a esta casa e iglesia dominica. A pesar de su ubicación periférica, la plaza adquirió importancia en el tejido urbano de Lima. Sin embargo, su diseño triangular y su ubicación en la cuadra llamada de La Amargura generaron cierta controversia, ya que contradecía el plan cuadricular original de la ciudad diseñado por Pizarro.
A lo largo de los siglos, la plaza fue testigo de diversos acontecimientos históricos y cambios urbanos en la ciudad de Lima. La Casa de Recolección y la iglesia dominica se convirtieron en puntos de referencia importantes en la zona. La huerta de San Jacinto, administrada por los dominicos, también desempeñó un papel crucial en la vida económica de la comunidad religiosa, siendo una de las más productivas y mejor gestionadas durante el virreinato.
Con el tiempo, la Plaza La Recoleta se convirtió en un lugar emblemático de la ciudad, manteniendo su carácter histórico y arquitectónico. A través de los años, ha sido objeto de renovaciones y restauraciones, pero sigue siendo un espacio que refleja la rica historia y cultura de Lima y de la Orden Dominica en el Perú.
En la plaza también funcionó un hospicio, fundado por Bartolomé Manrique. Quien fue asesinado a puñaladas en 1866, en la calle Ánimas de San Agustín.
La plaza recibió su nombre actual luego de que la colonia francesa en Lima donara una estatua para conmemorar el Centenario de la Independencia del Perú.

## Descripción

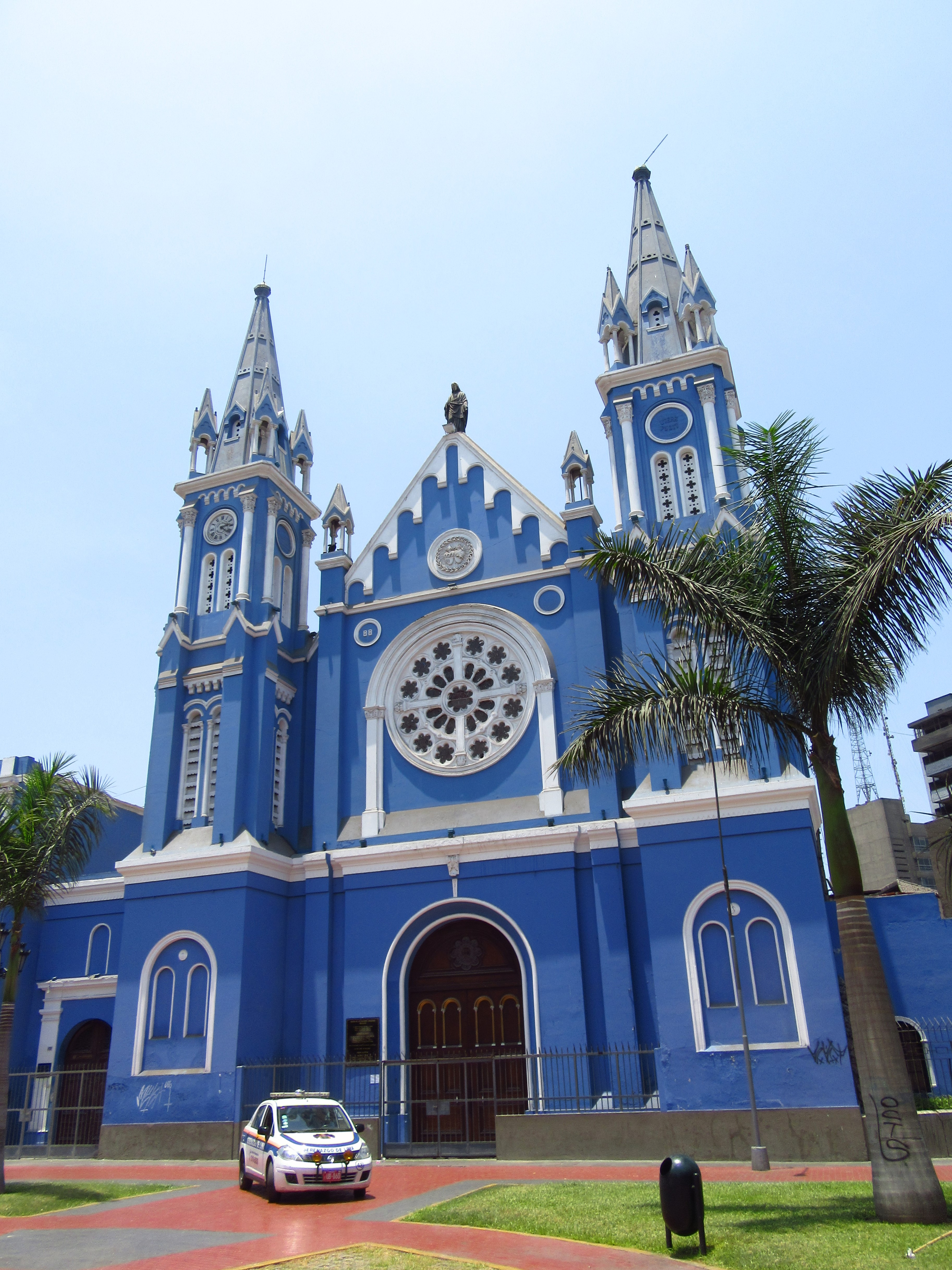
La Iglesia de los Sagrados Corazones de Jesús y María, ubicada en la plaza.

- La Estatua de la Libertad, donada por la colonia francesa [4]
- La antigua embajada de Francia [5]
- El Museo Arqueológico Josefina Ramos de Cox [6]
- La Pinacoteca de Lima, inaugurada en 1925 [7]
- La Iglesia de los Sagrados Corazones de Jesús y María, construida originalmente en 1606. [8] [9]